# 서귀포 선덕사 화암사판묘법연화경 권4~7
서귀포 선덕사 화암사판묘법연화경 권4~7(西歸浦 善德寺 花岩寺板妙法蓮華經 券四~七)은 대한민국 제주특별자치도 서귀포시 영원사에 있는 조선시대의 불경이다. 2003년 7월 2일 제주특별자치도의 유형문화재 제19-2호로 지정되었다.

## 개요
영실 영원사 오백나한전에 소장되어 있는 ｢선덕사 소장 화암사판 묘법연화경｣의 판본은 전 7권 2책 중에 권1~3의 1책이 결본으로, 권4~7의 1책만이 해당된다.
이 책은 사육신의 한 분인 성삼문의 조부인 성달생(권 1·7)과 임효인(권2~4)· 조 절(권5~6)등이 1432~1435년까지 4년 동안 글씨를 썼으며 1435~1442년까지 8년여 동안 화암사에서 판각하였다.
형태적 특징을 살펴보면, 권1의 책 처음 쪽을 기준으로 변란은 사주단변으로 되어 있으며, 그 반곽의 크기는 가로 13.7cm, 세로 21cm로 되어 있다. 계선은 없으며, 반엽은 10행으로 한 행은 20자씩 배자되어 있는 형식을 보이고 있다. 특히 판심 부분은 고려본의 영향을 받은 듯 어미는 없고, 단지 판심제인 ‘법法’과 그 밑으로 권차와 장차 표시가 보이고 있다. 이러한 판식은 성달생이 쓴 판본에서 볼 수 있는 두드러진 특징의 하나이다.
판식상의 특징은 원간본과 일치되며, 다만 부처님 복장에 넣기 위해 전후의 표지가 제거되어 있으나, 오히려 제책상의 특징을 살펴 볼 수 있는 단서를 제공하고 있다는 점에서 주목되는 바가 있다.
이는 우리의 옛 책은 일반적으로 5침으로 제책한 것이 통설이나, 선덕사본은 7침으로 꿰매고 겉 표지는 비단으로 장정했던 흔적을 여실히 보여 주고 있다는 점이 흥미롭다.
그리고 선덕사본은 원간본에 보이고 있는 동일한 간기는 보이고 있으나, 성달생 · 성승 · 성삼문의 성명이 삭제되어 있는 것이 확인된다. 따라서 이 선덕사본은 세조2(1456)년에 발생된 ‘사육신사건’에 성승과 성삼문이 연루되었던 관계로, 사건 이후에 이 부분을 깍아 내고 재차 인쇄했던 사실이 입증되어 성종 년간에 간행된 후인본에 해당되는 것으로 사료된다.
본 묘법연화경은 1982년 전 조계종 종정이셨던 고암 대종사께서 선덕사 중창불사 증명법사로 주석하셨을 때 학균화상에게 전수하여 주신 것이며, 문화재로 지정된 이후 선덕사에 보관되었다가, 2007년 12월 11일 이곳 영실 영원사로 옮겨 봉안하였다.
영실 영원사(靈園寺)의 창건 연대는 미상이나, 예부터 영실에는 많은 고승 대덕들이 찾아와 존자암·수행굴 등에서 수행 하였다는 기록으로 미루어, 오래전부터 암자들이 있었던 것으로 추정된다. 이 영원사는 1980년대 초 조계종 종정을 역임하신 고암 대종사께서 이곳을 찾아 폐사된 암자터 정비하신 것을, 이후 최용주 거사 내외가 복원하여 설판한 것이다.

## 참고 자료
- 선덕사소장화암사판묘법연화경 권4~7 - 국가유산청 국가유산포털